# Димитриос Икономос
Димитриос Икономос или Пападимос (на гръцки: Δημήτριος Οικονόμος, Παπαδήμος) е гръцки андартски деец от Западна Македония.

## Биография
Димитриос Икономос е роден в 1855 година в костурското село Богатско, тогава в Османската империя, днес в Гърция. Учи в Богатско, а после в гимназията Варвакио в Атина. На 19 година се завръща в родното си село и става директор на училището. После преподава в гръцкото училище в Москополе. В 1880 година е ръкоположен за свещеник. От 1890 до 1900 година е викарий и секретар на Корчанската митрополия. Ръководител е на гръцкия революционен комитет в Богатско. Обявен е за агент от I ред.
Умира в 1926 година.